# Ulen (Minnesota)
Ulen – miasto w Stanach Zjednoczonych, w stanie Minnesota, w hrabstwie Clay.